# Двести пятьдесят манатов
Двести пятьдесят манатов (азерб. İkiyüz əlli manat) — номинал банкнот азербайджанского маната. Выпущены в обращение 15 августа 1992 года, до 1993 года были самой крупной купюрой азербайджанского маната. Изъяты из обращения в ходе деноминации 2006 года (5000:1), обращались параллельно с денежными знаками нового образца в период с 1 января по 31 декабря 2006 года.
Банкноты выпуска 1992 года имели серию «A/1», банкноты выпуска 1999 и 2000 годов — серии «BA» и «CA», билеты замещения — серию «DZ».

## Описание
| №                                               | Изображение     | Изображение       | Номинал (манатов) | Размеры (мм) | Основные цвета | Описание | Описание                | Годы печати    |
| №                                               | Лицевая сторона | Оборотная сторона | Номинал (манатов) | Размеры (мм) | Основные цвета | Лицевая сторона                                                                                                | Оборотная сторона       | Годы печати    |
| ----------------------------------------------- | --------------- | ----------------- | ----------------- | ------------ | -------------- | --- | ----------------------- | -------------- |
| 1.                                              |                 |                   | 250               | 125×63       | синий зелёный  | Девичья башня, название банка «AZƏRBAYCAN MİLLİ BANKI» (Национальный банк Азербайджана), номинал, номер купюры | Название банка, номинал | 1992 1999 2000 |
| Масштаб изображений — 1,0 пикселя на миллиметр. |                 |                   |                   |              |                | |                         |                |